# Новгородские свинцовые грамоты
Новгородские свинцовые грамоты (письмена на свинцовых пластинках) — разновидность средневековых письменных источников, которые исследователи сравнивают с берестяными грамотами в противовес свинцовым печатям, которые в этот корпус не включаются. Известны две свинцовых грамоты, происходящие непосредственно из Новгорода, а также ряд подобных находок в других местностях.

## Свинцовая грамота №1
Условная дата: 1100—1120, стратиграфическая дата: конец XI — первая треть XII в., внестратиграфическая дата: вероятнее первое 20-летие XII века (квадрат А 17 раскопа Нерев. Е). Текст (в семь строк): ѿ носъка къ мѣ²стѧтѣ заожеричъ ³отрокъ лони крили ⁴сѹжъдалъцъ ходѹ⁵тиничъ възъми до⁶вѣ гривънѣ на на⁷мъ, что переводят как «От Носка к Местяте. Заозерского отрока в прошлом году купили. Суздалец Ходутинич пусть возьмет две гривны в качестве процентов».
Академик-лингвист А. А. Зализняк характеризовал грамоту №1 так: «По способу нанесения букв и по жанру оно столь сходно с берестяными грамотами, что мы считаем возможным рассматривать его в одном ряду с ними» (в издании это письмо помещено после берестяной грамоты № 318). Для имени Ходута, по мнению Зализняка, очень близко по структуре Ходота — имя вятичского князя, упоминаемого в «Поучении» Владимира Мономаха. Грамота привлекла внимание ряда специалистов.  В записи отражено псковское происхождение Носка (или Ножка, поскольку новгородец звался бы Нозка), причём грамота могла быть написана в Пскове и послана в Новгород. «Отрок» — слуга. Глагол «крити» означает купить. Первоначально Арциховский считал, что «крити» означает крыть, и письмо требует платы за кровельные работы (вследствие чего и выполнено на листочке свинца).

## Свинцовая грамота №2
Грамота №2 включена Зализняком в группу Б 132 грамот 60-х годов XII века — 10-х годов XIII века, не разбираемых индивидуально. Не имеет точной стратиграфической даты, поскольку найдена в перекопе на Федоровском раскопе. Документ считается сохранившимся полностью, на нем написана азбука (неполная, 12 букв в две строки): а б в г д ²е ж s з и i к.

## Свинцовые грамоты за пределами Новгорода
Свинцовая грамота, датируемая 1120—1160 годами, была найдена в 2021 году при охранных раскопках в городе Полонное Хмельницкой области (Украина).
Ю. Г. Виноградов и другие исследователи указали на античные аналоги грамотам на свинцовых пластинках в Северном Причерноморье (вероятные грамоты на бересте от античных времён на юге России не сохранились). К 2016 году известно более двух десятков писем на свинце из античных городов Таманского полуострова и Крыма.
Найденная в Болгарии свинцовая пластина с кириллическим текстом датируется, судя по способу написания букв и местонахождению пластины в крепости, периодом между 916 и 927 годами.